# Provincia Bubanza
Provincia Bubanza este una dintre cele 17 unități administrativ-teritoriale de gradul I ale statului Burundi.

## Comune
Provincia Bubanza cuprinde un număr de 5 comune:
- Bubanza
- Gihanga
- Musigati
- Mpanda
- Rugazi